# Zane Robertson
Zane Robertson, född 14 november 1989, är en nyzeeländsk långdistanslöpare.
Robertson tävlade för Nya Zeeland vid olympiska sommarspelen 2016 i Rio de Janeiro, där han slutade på 12:e plats på 10 000 meter.